# Przybysław Henryk
Przybysław Henryk (zm. 1150) – ostatni książę słowiańskiego plemienia Stodoran ze stolicą w Brennie.
Objął rządy w 1127 roku po księciu Meinfriedzie. Był chrześcijaninem, aktywnie popierał akcję chrystianizacyjną osadzając na swoich ziemiach premonstratensów. Bił własną monetę i utrzymywał przyjazne stosunki z władcami Niemiec, Polski oraz Czech. Według ciężkich do zweryfikowania informacji kronikarskich miał uzyskać od cesarza Lotara III koronę królewską. 
Żonaty z Petrysą. Będąc bezdzietny, w obawie przed reakcją pogańską po swojej śmierci, wyznaczył w 1142 roku na swojego następcę margrabię niemieckiego Albrechta Niedźwiedzia. Po śmierci Przybysława jego kraj został zajęty zbrojnie przez Jaksę z Kopanicy, co wywołało wojnę z Albrechtem, który ostatecznie podbił państwo Stodoran.